# Gentle Giant
Gentle Giant foi uma banda de rock progressivo britânico formada em 1970 pelos três irmãos Shulman, escoceses de origem judaica, após o término da banda pop Simon Dupree and the Big Sound em 1969. Gravaram doze álbuns entre 1970 e 1980.
Inspirados por antigos filósofos, eventos pessoais e os trabalhos de François Rabelais, a proposta da banda era:
| “ | Expandir as fronteiras da música popular contemporânea correndo o risco de se tornar bem impopular. | ” |

## História
Gentle Giant foi uma das grandes bandas de rock progressivo da década de 1970. Apesar de não conseguir o mesmo reconhecimento de bandas contemporâneas, alcançou certo prestígio de crítica e de público, sendo o suficiente para angariar legiões de fãs espalhadas pelo mundo. A banda foi formada pelos três irmãos Shulman (Phil, Derek e Ray), todos ex-integrantes da banda britânica pop/soul/psicodélica Simon Dupree and the Big Sound, formada em 1966. No início, tocaram por toda a Inglaterra durante quatro anos, sendo bem recebidos pelas rádios e televisão.
Lançaram um álbum com um compacto no top 5 da parada britânica, mas sem deixar uma impressão indelével na cena musical britânica. Pelo final de 1969, os Shulmans terminaram a Simon Dupree e lançaram seus olhares sobre o crescente fascínio do meio musical por uma música mais criativa, inteligente e complexa que viria a ser chamada de rock progressivo. No DVD Giant on the Box, o grupo tem o seu estilo definido como Baroque & Roll.
No início de 1970, eles formaram o Gentle Giant junto com Martin Smith, Kerry Minnear e Gary Green. O novo grupo começou a fazer um som mais aventureiro, desafiante e distinto de tudo o que se conhecia em termos de música. Características marcantes do grupo incluíam vocais múltiplos e dessincronizados, pouco comuns em sua época (vide outras em Atributos musicais). Compara-se a inovação do Gentle Giant para o rock progressivo com a que os Beatles representaram para o rock na década anterior.
Tinham como influências musicais rock, jazz, música clássica, avant-garde, blues, folk e música medieval inglesa.

## Atributos musicais
A música do Gentle Giant possuía vários aspectos comuns a outras bandas de rock progressivo da época e alguns que a diferenciavam, acrescentando características únicas a essa banda:
- Álbuns conceituais.
- Rápidas mudanças no tempo.
- Compassos diversificados dentro duma mesma canção, a maioria dos quais considerada de alta complexidade.
- Melodias complexas e extensivamente elaboradas, com harmonias frequentemente contrastando devido à dissonância.
- Vasto uso de instrumentos musicais não convencionais, como instrumentos medievais e renascentistas (clavicórdio, cravo, alaúde, harpa...) e até mesmo criados pelos próprios membros (o "Shulberry", inventado por Derek Shulman).
- Estruturas musicais contrapontísticas tipicamente associadas à música erudita clássica, como fugas e madrigais, e à música erudita contemporânea atonal do começo do século XX.
- Letras abstratas, recheadas de conteúdo altamente conotativo, de difícil interpretação e compreensão, por vezes fantásticas, algumas delas fazendo referências a livros, como os do autor francês François Rabelais (escritor prestigiado por alguns membros da banda).

## Integrantes
Todos os membros da banda eram multi-instrumentistas, uma qualidade ímpar e memorável do conjunto.
- Derek Shulman:vocais principais e de apoio, saxofone alto, baixo, flauta doce, clavicórdio e percussão geral (em todos os álbuns). Nascido em 11/02/1947, em Glasgow.
- Ray Shulman:baixo, violino, viola, violão, guitarra, flauta doce, trompete, vocais de apoio e percussão geral (em todos os álbuns). Nascido em 08/12/1949 em Portsmouth.
- Kerry Minnear:piano, sintetizador, mellotron, órgão elétrico, cravo, clavicórdio, clavinete, celesta, espineta, marimba, vibrafone, xilofone, violoncelo, violão, guitarra, baixo, vocais principais e de apoio e percussão geral (em todos os álbuns). Nascido em 02/01/1948, em Dorset.
- Gary Green:guitarras de 6 e 12 cordas, violão, bandolim, flauta doce, percussão geral e vocal de apoio (em todos os álbuns). Nascido em 20/11/1950, em Londres.
- John Weathers[4]:bateria, percussão geral, vibrafone, xilofone e vocal de apoio (de In a Glass House a Civilian), além de  vocal principal (em Giant for a Day), violão e guitarra (apenas ao vivo). Nascido em 02/02/1947 em Carmarthen.
- Phil Shulman[5]:saxofone alto, saxofone tenor, trompete, melofone, clarinete, piano, percussão geral, vocais principais e de apoio (em Gentle Giant, Acquiring the Taste, Three Friends e Octopus). Nascido em 27/08/1937, em Glasgow.
- Martin Smith:bateria e percussão geral (em "Gentle Giant" e "Acquiring the Taste"). Nascido em 17/12/46, Southampton, morto em 02/03/97.
- Malcolm Mortimore[6]:bateria e percussão geral (em "Three Friends"). Nascido em 16/06/1953 em Wimbleton, Londres.

A maioria das músicas foi composta por Derek, Ray, Kerry e Phil (enquanto esteve no grupo).

## Discografia

### Álbuns de Estúdio
- Gentle Giant (1970)
- Acquiring the Taste (1971)
- Three Friends (1972)
- Octopus (1972)
- In A Glass House (1973)
- The Power And The Glory (1974)
- Free Hand (1975)
- Interview (1976)
- The Missing Piece (1977)
- Giant For A Day (1978)
- Civilian (1980)

### Álbuns ao Vivo
- Playing the Fool (1977), gravado na Turnê Européia de Setembro a Outubro de 1976
- Gentle Giant in Concert (1994), gravado em 1978 no Hippodrome, Golders Green
- Out of the Woods: The BBC Sessions (1996)
- The Last Steps (1996), gravado nos EUA em 1980
- Out of the Fire: The BBC Concerts (1998)
- King Biscuit Flower Hour Presents (1998), gravado na Academia de Música, cidade de Nova Iorque, 18 de Janeiro de 1975
- Live Rome 1974 (2000), gravado no PalaEur, em Roma, 26 de Novembro de 1974
- In'terview in Concert (2000), gravado em Hempstead, NY, 7 de Março de 1976
- In a Palesport House (2001), gravado no Palazzo dello Sport, Roma, 3 de Janeiro de 1973
- Artistically Cryme (2002), gravado no Olympen, Lund, Suécia, 19 de Setembro de 1976
- Endless Life (2002), gravado no Music Hall, White Plains, NY, 3 de Outubro de 1975 e no Community Theatre, Berkeley, Califórnia, 28 de Outubro de 1975
- The Missing Face (2002), gravado no Ballroom, Cleveland, Ohio, Novembro de 77
- Prologue (2003), gravado no Munsterlandhalle, Münster, Alemanha, 5 de Abril de 1974 e no Spectrum, Philadelphia, Pensilvânia, 10 de Outubro de 1975
- Playing the Cleveland (2004), gravado no Ballroom, Cleveland, 27 de Janeiro e na Academia de Música, Nova Iorque, 5 de Novembro de 1975
- Live in New York 1975 (2005), gravado no Music Hall, White Plains, NY, 3 de Outubro de 1975
- Live in Santa Monica 1975 (2005)
- Live in Stockholm '75 (2009), gravado no Club Karen (Karhuset), Universidade de Estocolmo, 12 de Novembro de 1975
- King Alfred's College Winchester (2009), gravado no colégio King Alfred's College Winchester em 1971

### Coletâneas
- Giant Steps - The First Five Years (1975)
- Pretentious - For The Sake Of It (1977)
- Champions Of Rock  (1996)
- Edge of Twilight (1996)
- Under Construction (1997)
- Scraping the Barrel (2004)
- I Lost My Head - The Chrysalis Years (1975 - 1980) (2012)

### Singles e músicas notáveis
- Gentle Giant
  - "Funny Ways" (1970)
  - "Isn't It Quiet and Cold?" (1970)
  - "Nothing at All" (1970)
- Acquiring the Taste	
  - "Edge of Twilight" (1971)
  - "The House, The Street, The Room" (1971)
  - "The Moon Is Down" (1971)
- Three Friends
  - "Schooldays" (1972)
  - "Peel the Paint" (1972)
- Octopus
  - "The Advent of Panurge" (1972)
  - "The Boys in the Band" (1972)
- In a Glass House	
  - "An Inmate's Lullaby" (1973)
  - "Way of Life" (1973)
  - "A Reunion" (1973)
- The Power and the Glory
  - "The Power and the Glory" (1974)
  - "Playing the Game" (1974)
- Free Hand
  - "On Reflection" (1975)
  - "Free Hand" (1977)
  - "Just the Same" (1977)
- In'terview	
  - "Give It Back" (1976)
  - "I Lost My Head" (1976)
- The Missing Piece
  - "Two Weeks in Spain" (1977)
  - "I'm Turning Around" (1977)
- Giant for a Day!
  - "Thank You" (1978)
  - "Words from the Wise" (1978)
  - "Spooky Boogie" (1978)
  - "No Stranger" (1978)
- Civilian
  - "Convenience (Clean and Easy)" (1980)
  - "All Through the Night" (1980)
  - "Heroes No More" (1980)

## Filmografia
- Giant on the Box (DVD, 2004)
- Giant on the Box - Deluxe Edition (Edição de Luxo, DVD + CD, 2005)
- GG at the GG - Sight and Sound in Concert (DVD + CD, 2006)